# Лонг, Уильям Генри
Уи́льям Ге́нри Лонг (англ. William Henry Long; 1867—1947) — американский миколог.

## Биография
Уильям Генри Лонг родился на территории округа Наварро в Техасе. Учился в Бэйлорском университете в городе Уэйко, окончил его в 1888 году со степенью бакалавра искусств. Впоследствии преподавал в Университете, будучи профессором естественных наук. В 1892 году перешёл в Берлсонский колледж Техасского университета, расположенном в городе Гринвилл. В 1899 году решил продолжить обучение в Техасском университете под руководством профессоров Уильяма Л. Брэя и Уильяма Мортона Уилера, получив степень магистра искусств в 1900 году. С 1900 по 1910 Лонг был профессором ботаники в Колледже Северного Техаса в Дентоне. Основным направлением исследований Лонга были ржавчинные грибы. В 1917 году Уильям Генри Лонг получил степень доктора философии. С 1911 по 1937 он был работником Министерства сельского хозяйства США (USDA) в Альбукерке.
Помимо ржавчинных грибов, Лонг также занимался описанием Ravenelia всей Северной Америки и весёлковых грибов Техаса.
Уильям Генри Лонг скончался в своём доме в Альбукерке 10 декабря 1947 года.
Основной гербарий Лонга был уничтожен во время пожара в 1907 году. Более поздний гербарий хранится в Лаборатории систематической микологии и микробиологии Министерства сельского хозяйства в Белтсвилле (BPI).

## Некоторые научные работы
- Long, W.H.; Harsch, R.M. Pure cultures of wood-rotting fungi on artificial media (англ.) // Journal of Agricultural Research : journal. — 1918. — Vol. XII, no. 2. — P. 33—82.

## Роды, названные в честь У. Г. Лонга
- Longia Syd., 1921 [= Ravenelia Berk., 1853]
- Longia Zeller, 1943, nom. illeg. [= Agaricus L., 1753]